# OpenSPARC
OpenSPARC est un projet de matériel informatique libre démarré en décembre 2005 ; basé sur la libre diffusion des spécifications de processeurs SPARC. 
La contribution initiale au projet a été la description du système logique du processeur UltraSPARC T1 en mars 2006, quand Sun Microsystems publiait le code source du cœur du processeur sous Licence GPL.
L'OpenSPARC T2 fait son apparition le 11 décembre 2007 avec la publication des spécifications de l'UltraSPARC T2 RTL (processeur aux 8 cœurs et 64 threads), toujours sous licence GPL.